# Barbara Neßler

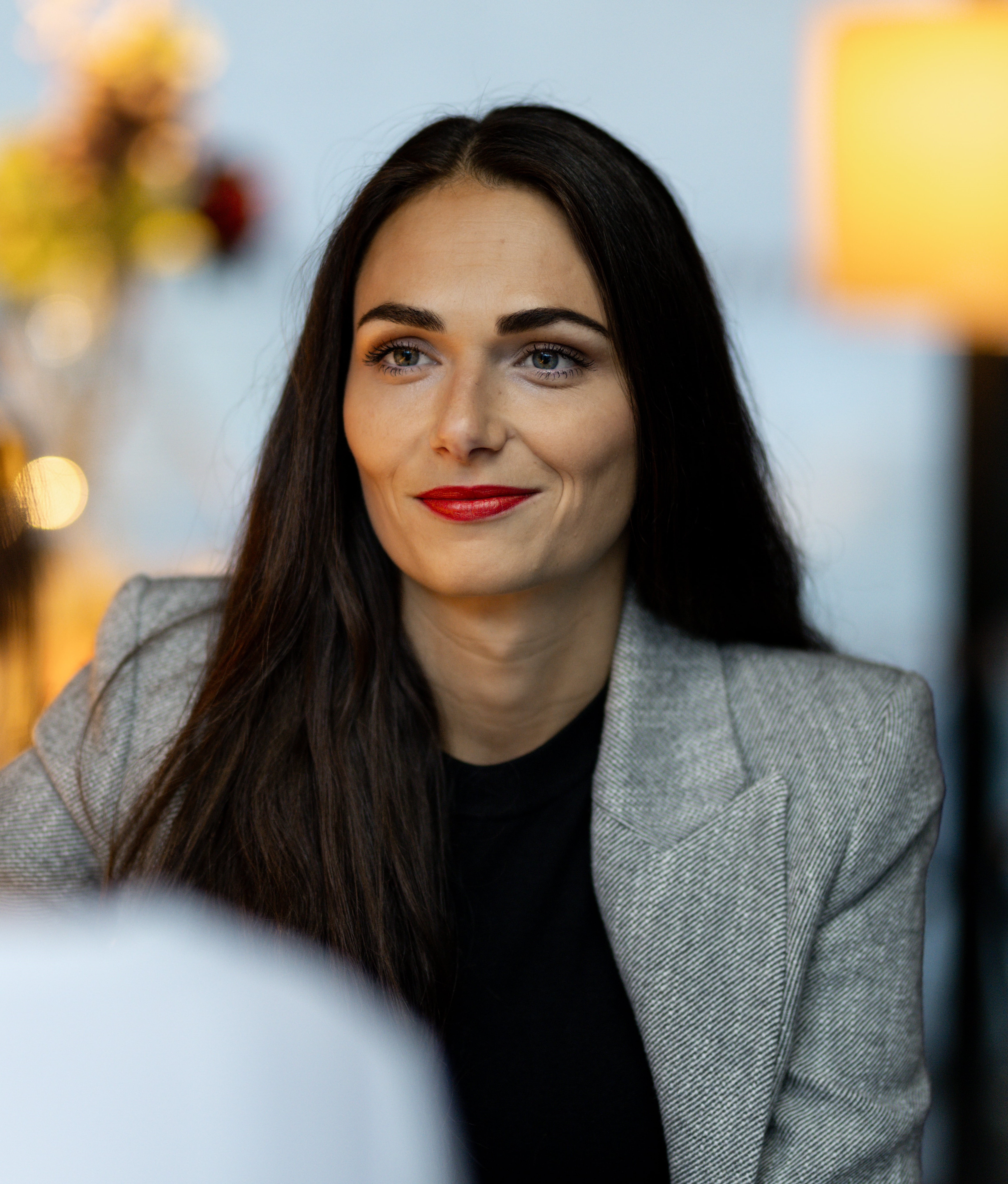
Barbara Neßler (2023)

Barbara Neßler (* 2. März 1991 in Dornbirn) ist eine österreichische Politikerin (Die Grünen). Sie sitzt seit 2019 im Nationalrat. Neßler war die Spitzenkandidatin der Tiroler Grünen bei der Nationalratswahl 2019, zuvor war sie Mandatarin im Innsbrucker Gemeinderat.

## Ausbildung
Barbara Neßler wuchs im elterlichen Gasthaus Sonne in Alberschwende-Müselbach auf. Sie besuchte von 2005 bis 2008 die Fachschule für wirtschaftliche Berufe in Marienberg. Von 2009 bis 2010 absolvierte Neßler ein Freiwilliges Soziales Jahr in einer Flüchtlingsunterkunft der Caritas in Bregenz. Zwischen 2009 und 2013 besuchte sie den Aufbaulehrgang Kultur, Wirtschaft und Soziales an der HLW Marienberg und schloss diesen 2013 mit der Matura ab. Seit 2013 studiert sie die Lehramtsfächer Deutsch, Geschichte, Sozialkunde und Politische Bildung an der Universität Innsbruck. Während ihrer Ausbildung war Neßler im Gastronomiegewerbe tätig.

## Politische Laufbahn
Als Motivation für ihr politisches Engagement gibt Neßler eine lebensbedrohliche Sepsis während ihrer Schulzeit an, die sie dazu bewogen hat etwas tun zu wollen, "was ganz vielen Menschen hilft". Für die Grünen hat sie sich nach eigener Aussage entschieden, weil diese die einzige Partei sei, welche sich für „eine echte Verbesserung für Menschen und Natur“ einsetzen würde.
Von 2009 bis 2012 war Barbara Neßler stellvertretende Schulsprecherin an der HLW Marienberg und saß dort im Schulgemeinschaftsausschuss.
Während ihrer Studienzeit startete Neßler in der Politik mit einer E-Mail an die politische Studierendenvereinigung Grüne & Alternative Student innen im Dezember 2016, in der sie kundtat, dass sie sich politisch einbringen möchte. Einen Monat später wurde sie Spitzenkandidatin für die Wahl der Universitätsvertretung an der Universität Innsbruck und ist seit Jänner 2017 Mandatarin der Universitätsvertretung Innsbruck.
Nach der Gemeinderats- und Bürgermeisterwahl in Innsbruck 2018 zog Neßler für die Grünen in den Innsbrucker Gemeinderat ein und war dort Mitglied des Ausschusses für Arbeit, Tourismus und Wirtschaft, Mitglied des Kulturausschusses und Ersatzmitglied der Ausschüsse für Finanzen, Subventionen und Beteiligungen sowie Stadtentwicklung, Wohnbau und Projekte. Im November 2018 wurde Neßler Bezirkssprecherin und damit Parteichefin der Grünen Bezirksgruppe Innsbruck.
Bei der Vorwahl der Landesliste für die Nationalratswahl am 29. Juni 2019 setzte sich Neßler in einer Kampfabstimmung mit 51,2 % der 130 Delegiertenstimmen gegen die Quereinsteigerin Stefanie Gartlacher durch und wurde damit zur Spitzenkandidatin der Grünen im Bundesland Tirol gewählt. Zuvor zog Ex-Landtagsvizepräsident Hermann Weratschnig seine Kandidatur für Platz eins zurück und kündigte an, nur auf Platz zwei zu kandidieren, auf dem er sich im ersten Durchgang gegen vier andere Bewerber mit 61,3 % durchsetzte. Durch den Wiedereinzug ihrer Partei in den Nationalrat und das Erreichen der Voraussetzungen für ein Landesmandat zog Neßler 2019 in den Nationalrat ein und legte ihre Funktionen und Mandate in Innsbruck zurück. In der 27. Gesetzgebungsperiode des Nationalrates war sie Mitglied im Ausschuss für Familie und Jugend, im Gesundheitsausschuss, im Tourismusausschuss und im Unterrichtsausschuss.
2023 wurde Neßler bei einer Online-Direktwahl unter den grünen Parteimitgliedern gemeinsam mit Hermann Weratschnig zur Spitzenkandidatin der Tiroler Grünen für die Nationalratswahl 2024 gekürt.
Barbara Neßler beschreibt ihre Gesinnung nicht als links, sondern als „menschlich“. Ihre Ziele verortet sie vor allem in den Bereichen Klimaschutz, leistbares Wohnen und Bildung.

## Privates
Ihre Schwester Sophia Neßler ist ebenfalls bei den Grünen aktiv und wurde 2023 Vorsitzende der Österreichischen Hochschülerinnen- und Hochschülerschaft (ÖH) Innsbruck.